# Khấu hao tài sản cố định
Khấu hao là việc định giá, tính toán, phân bổ một cách có hệ thống giá trị của tài sản do sự hao mòn tài sản sau một khoảng thời gian sử dụng. Khấu hao tài sản cố định được tính vào chi phí sản xuất kinh doanh trong suốt thời gian sử dụng tài sản cố định. 
Trong kế toán , khấu hao là một thuật ngữ đề cập đến hai khía cạnh của cùng một khái niệm: thứ nhất, sự giảm thực tế về giá trị hợp lý của một tài sản , chẳng hạn như sự giảm giá trị của thiết bị nhà máy mỗi năm khi nó được sử dụng và hao mòn, và thứ hai , việc phân bổ trong báo cáo kế toán nguyên giá ban đầu của tài sản cho các kỳ sử dụng tài sản (khấu hao theo nguyên tắc phù hợp ).  
Do đó, khấu hao là sự giảm giá trị tài sản và phương pháp được sử dụng để phân bổ lại hoặc "ghi giảm" nguyên giá của một tài sản hữu hình (chẳng hạn như thiết bị) trong suốt thời gian sử dụng hữu ích của nó. Các doanh nghiệp khấu hao tài sản dài hạn cho cả mục đích kế toán và thuế. Việc giảm giá trị tài sản ảnh hưởng đến bảng cân đối kế toán của một doanh nghiệp hoặc tổ chức và phương pháp khấu hao tài sản, về mặt kế toán, ảnh hưởng đến thu nhập ròng và do đó báo cáo kết quả hoạt động kinh doanh mà họ báo cáo. Nói chung, chi phí được phân bổ dưới dạng chi phí khấu hao trong các khoảng thời gian mà tài sản dự kiến sẽ được sử dụng.

## Các phương pháp tính khấu hao

### Khấu hao tuyến tính
Phương pháp khấu hao tuyến tính là phương pháp tính khấu hao trong đó định mức khấu hao tài sản cố định là như nhau trong suốt thời gian sử dụng.
Ví dụ, một tài sản cố định có giá trị 1,2 tỷ đồng, thời gian sử dụng là 6 năm, khấu hao hết giá trị trong thời gian sử dụng. Giá trị khấu hao theo từng năm sẽ bằng nhau là 200 triệu/năm.

### Khấu hao theo số dư giảm dần
Khấu hao được tính theo công thức: Giá trị khấu hao hàng năm bằng nguyên giá của tài sản tại năm tính khấu hao nhân với tỉ lệ khấu hao.

## Ý nghĩa của việc tính khấu hao
Khấu hao chính xác sẽ tính được giá thành sản phẩm chính xác từ đó xác định được lợi nhuận chính xác. Khấu hao chính xác cũng là cơ sở cho việc tính toán việc tái sản xuất và tái đầu tư.